# Jätten Kalle Anka
Jätten Kalle Anka (engelska: Out of Scale) är en amerikansk animerad kortfilm med Kalle Anka från 1951.

## Handling
Kalle Anka har i sin trädgård byggt små modeller av en stad, en bondgård, och till och med en järnväg med ett åkbart tåg. När han är igång med att placera ut små träd märker han att ett träd är på tok för stort och flyttar på det. Det han inte vet är att trädet är bebott av Piff och Puff, som kämpar för att få tillbaka sitt hem. Samtidigt hittar de ett modellhus som är i precis rätt storlek för dem att bo i.

## Om filmen
Filmen hade svensk premiär den 5 december 1953 på biografen Röda Kvarn i Stockholm och ingick i kortfilmsprogrammet Kalle Ankas muntra gäng där även Jan Långben som Åke Mjuk, Pluto på fisketur, Livat på havet (ej Disney), Långben som tjurfäktare, Plutos besvär med storken och Kalle Ankas ettermyror ingick.
När filmen hade biopremiär i Sverige gick den under titeln Jätten Kalle Anka. Alternativa titlar till filmen är Kalle Ankas modelltåg, Utanför ramen och Fel storlek.
Filmen finns sedan 1999 dubbad till svenska och har getts ut på VHS och DVD.

## Rollista
| Roll       | Originalröst    | Svensk röst     |
| Kalle Anka | Clarence Nash   | Andreas Nilsson |
| Piff       | James MacDonald | Monica Forsberg |
| Puff       | Dessie Flynn    | Bertil Engh     |